# Burt Kwouk
Herbert Tsangtse Kwouk, detto Burt (郭弼S; Warrington, 18 luglio 1930 – Hampstead, 24 maggio 2016), è stato un attore britannico.

## Biografia
Nato a Warrington, Lancashire, da genitori cinesi che erano in viaggio d'affari durante la gravidanza della madre. Crebbe a Shanghai. Il padre era un imprenditore tessile discendente dalla dinastia Tang. Tra i 12 e 16 anni frequenta a Shanghai la Jesuit Mission School, detta l'orientale Eton College. Lasciò la cina nel 1947 quando i genitori ritornarono in Gran Bretagna, e andò negli USA a completare gli studi. Nel 1953, si laurea al Bowdoin College a Brunswick (Maine). La fortuna della sua famiglia venne perduta causa la rivoluzione comunista cinese degli anni '40.

## Filmografia parziale

### Cinema
- Terra di ribellione (Windom's Way), regia di Ronald Neame (1957)
- La locanda della sesta felicità (The Inn of the Sixth Happiness), regia di Mark Robson (1958)
- Su e giù per le scale (Upstairs and Downstairs), regia di Ralph Thomas (1959)
- Amante di guerra (The War Lover), regia di Philip Leacock (1962)
- 55 giorni a Pechino (55 Days at Peking), regia di Nicholas Ray (1963) – voce
- Uno sparo nel buio (A Shot in the Dark), regia di Blake Edwards (1964)
- Agente 007 - Missione Goldfinger (Goldfinger), regia di Guy Hamilton (1964)
- La maledizione della mosca (Curse of the Fly), regia di Don Sharp (1965)
- Né onore né gloria (Lost Command), regia di Mark Robson (1966)
- Questa pazza, pazza, pazza Londra (The Sandwich Man), regia di Robert Hartford-Davis (1966)
- Il giorno dei fazzoletti rossi (The Brides of Fu Manchu), regia di Don Sharp (1966)
- James Bond 007 - Casino Royale (Casino Royale), regia di John Huston, Val Guest, Ken Hughes, Joseph McGrath, Robert Parrish (1967)
- Agente 007 - Si vive solo due volte (You Only Live Twice), regia di Lewis Gilbert (1967)
- Arrest! (Nobody Runs Forever), regia di Ralph Thomas (1968)
- L'uomo venuto dal Kremlino (The Shoes of the Fisherman), regia di Michael Anderson (1968)
- La lunga ombra gialla (The Chairman), regia di J. Lee Thompson (1969)
- La ragazza del bagno pubblico (Deep End), regia di Jerzy Skolimowski (1970)
- La Pantera Rosa colpisce ancora (The Return of the Pink Panther), regia di Blake Edwards (1972)
- Rollerball, regia di Norman Jewison (1975)
- La Pantera Rosa sfida l'ispettore Clouseau (The Pink Panther Strikes Again), regia di Blake Edwards (1976)
- Io, Beau Geste e la legione straniera (The Last Remake of Beau Geste), regia di Marty Feldman (1977)
- La vendetta della Pantera Rosa (The Revenge of the Pink Panther), regia di Blake Edwards (1978)
- Il diabolico complotto del dottor Fu Manchu (The Fiendish Plot of Dr. Fu Manchu), regia di Piers Haggard (1980)
- Sulle orme della Pantera Rosa (Trail of the Pink Panther), regia di Blake Edwards (1982)
- Pantera Rosa - Il mistero Clouseau (Curse of the Pink Panther), regia di Blake Edwards (1983)
- Plenty, regia di Fred Schepisi (1985)
- L'impero del sole (Empire of the Sun), regia di Steven Spielberg (1987)
- Air America, regia di Roger Spottiswoode (1990)
- Police Story 3: Supercop, regia di Stanley Tong (1992) – voce
- Il figlio della Pantera Rosa (Son of the Pink Panther), regia di Blake Edwards (1993)
- Trappola cinese - China Dream (Liebe im schatten des drachen), regia di Otto Alexander Jahrreiss (1998)
- Kiss of the Dragon, regia di Chris Nahon (2001)
- Amore senza confini (Beyond Borders), regia di Martin Campbell (2003)
- Wake of Death - Scia di morte (Wake of Death), regia di Philippe Martinez (2004)
- The Great Challenge - I figli del vento (Les Fils du vent), regia di Julien Seri (2004)

### Televisione
- Agente speciale (The Avengers) – serie TV, 3 episodi (1961-1965)
- Il Santo (The Saint) – serie TV, 3 episodi (1965-1968)
- Gioco pericoloso (Danger Man) – serie TV, 3 episodi (1965-1967)
- Il mondo di Shirley (Shirley's World) – serie TV, 2 episodi (1972)
- Agente segreto al servizio di madame Sin (Madame Sin), regia di David Greene – film TV (1972)
- Warship – serie TV, un episodio (1977)
- The Tomorrow People – serie TV, 2 episodi (1978)
- Eddie Shoestring, detective privato (Shoestring) – serie TV, un episodio (1980)
- Doctor Who – serie TV, 4 episodi (1982)
- L'ora del mistero (Hammer House of Mystery and Suspense) – serie TV, episodio 1x01 (1984)
- Howards' Way – serie TV, 3 episodi (1987)
- Il re di Hong Kong (Noble House) – serie TV, 4 episodi (1988)
- Lovejoy – serie TV, 2 episodi (1992-1993)
- All'inseguimento della morte rossa (Bullet to Beijing), regia di George Mihalka – film TV (1995)
- La regina di spade (Queen of Swords) – serie TV, un episodio (2001)
- Testimoni silenziosi (Silent Witness) – serie TV, 2 episodi (2006)

## Doppiatori italiani
Nelle versioni in italiano delle opere in cui ha recitato, Burt Kwouk è stato doppiato da:
- Vittorio Stagni in La Pantera Rosa colpisce ancora, La Pantera Rosa sfida l'ispettore Clouseau, The Great Challenge - I figli del vento
- Massimo Turci in Agente 007 - Si vive solo due volte, Sulle orme della Pantera Rosa
- Oreste Lionello in Uno sparo nel buio
- Roberto Stocchi in La maledizione della mosca
- Bruno Persa in L'uomo venuto dal Kremlino
- Cesare Barbetti in Rollerball
- Sergio Di Giulio in La vendetta della pantera rosa
- Dante Biagioni in Arrest!
- Carlo Reali in L'ora del mistero
- Sandro Pellegrini in Air America
- Renato Cortesi ne Il figlio della Pantera Rosa
- Bruno Alessandro in Trappola cinese - China Dream
- Mino Caprio in Air America (ridoppiaggio)